# Manjšinska vlada
Manjšinska vlada ali manjšinski kabinet v parlamentarnem sistemu označuje položaj, ko vladajoča politična stranka ali koalicija strank nima večine poslancev v zakonodajnem organu. Zapriseže, z ali brez formalne podpore drugih strank, kar omogoča oblikovanje vlade. V takšni vladi je zakonodaja lahko sprejeta le s podporo ali soglasjem dovolj drugih članov zakonodajnega telesa, kar spodbuja večstrankarsko pripadnost. V dvodomnih zakonodajnih organih se izraz nanaša na razmere v domu, katerega zaupanje velja za najpomembnejše za nadaljevanje funkcije vlade (na splošno spodnji dom).
Manjšinske vlade so navadno veliko manj stabilne kot večinske. Glavni razlog za to je, da je večina glasov na strani opozicije, ki lahko glasuje proti zakonodaji ali celo zruši vlado z nezaupnico. 
Prva manjšinska vlada v Sloveniji je bila 13. vlada Republike Slovenije, ki jo je vodil Marjan Šarec.

## Manjšinske vlade v Sloveniji
| Vlada | Predsednik vlade | Koalicija                | Število poslancev | Obdobje   | Ozadje |
| ----- | ---------------- | ------------------------ | ----------------- | --------- | --- |
| 13.   | Marjan Šarec     | LMŠ, SD, SMC, DeSUS, SAB | 43 / 90           | 2018–2020 | Vlada Marjana Šarca je bila manjšinska že ob formaciji. Koalicijske stranke Lista Marjana Šarca, Socialni demokrati, Stranka modernega centra, Demokratična stranka upokojencev Slovenije in Stranka Alenke Bratušek so zagotavljale 43 glasov v parlamentu, sporazum pa je koalicija podpisala z nevladno stranko Levica, ki je zagotavljala glasove zakonom oz. ni glasovala proti. |
| 14.   | Janez Janša      | SDS, SMC, NSi            | 38 / 90           | 2020–2022 | Tretja Janševa vlada je imela ob svoji formaciji štiri koalicijske stranke; poleg Slovenske demokratske stranke so to bile še Stranka modernega centra, Nova Slovenija in Demokratična stranka upokojencev Slovenije. Skupaj so zagotavljale 46 glasov, prav tako so vlado podpirali nekateri opozicijski poslanci, s čimer je imela vlada zagotovljenih 51 glasov. 17. decembra 2020 je DeSUS vlado zapustil, prav tako so iz SMC izstopili nekateri poslanci, s čimer je formalna moč koalicije padla na 38 glasov in postala manjšinska, a je z opozicijskimi podporniki še ohranjala šibko večino. |